# Damkhat Reachea
Damkhat Reachea (... – 1508) è stato re di Cambogia fino alla morte.
Succedette sul trono cambogiano allo zio Thomuro Reachea. Nel 1508 fu fatto uccidere da Kan, un avventuriero che ne usurpò il trono.